# Tetraodon cochinchinensis
Tetraodon cochinchinensis és una espècie de peix de la família dels tetraodòntids i de l'ordre dels tetraodontiformes.

## Morfologia
- Els mascles poden assolir 7 cm de longitud total.[1][2]

## Hàbitat
És un peix d'aigua dolça, de clima tropical (24 °C-28 °C) i demersal.

## Distribució geogràfica
Es troba a Àsia: conques dels rius Chao Phraya i Mekong.

## Observacions
És inofensiu per als humans.